# Curtii
Légende :
♦Patricien, ♦Plébéien, ♦Consulaire, ♦Sénatorial, ♦Équestre
Gens et Liste des gentes romaines
Les Curtii sont les membres d'une gens romaine comportant des branches patriciennes et plébéiennes. Seul un membre de la gens Curtia atteint le consulat sous la République.

## Membres

### Sous la République
- Mettius Curtius, champion sabin qui a vaincu le champion romain Hostus Hostilius à l'époque de Romulus. Après sa victoire, il est poursuivi par les Romains et se jette dans un marécage appelé Lacus Curtius dont il ne se sort qu'avec grande difficulté[a 1],[a 2].
- Caius Curtius Philo, consul en 445 av. J.-C., toutefois il se pourrait qu'il s'agisse en fait d'un membre de la gens Curiatia[a 3],[1].
- Marcus Curtius qui se dévoue aux dieux infernaux pour sa patrie en 362 av. J.-C. en se précipitant dans une fosse identifiée au Lacus Curtius. Cette tradition fait écho à la légende de Mettius Curtius[a 4].

### Sous l'Empire

#### Curtii Rufi
Ont connait plusieurs mentions de nobles romains nommés Curtius Rufus au Ier siècle apr. J.-C., il s'agit probablement de la même personne.
- Quintus Curtius Rufus, (v. -10/10 - ap. 41), historien romain, vécu sous le règne de l'empereur Claude.
- Quintus Curtius Rufus, (v. 10 - ap. 47), légat d'Auguste propréteur de Germanie Supérieur en 47[b 1];

#### Curtii Iusti
Les Curtii Iusti sont inscrits dans la tribu Pollia.
- Caius (Curtius), (v. 80 - ?);
  - Caius Curtius Justus, (v. 105 - ap. 161), consul suffect en 149, proconsul[b 2],[b 3],[b 4];
    - ? Caius Curtius Rufinus, (v. 140 - ap. 161), tribun laticlave de la legio XIII Gemina, triumvir monétaire[b 5];

#### Autres
- Cnaeus Curtius Severus, (v. 10 - ap. 52), praefectus alae[b 6].
- Publius Curtius Severus, flamen Augustalis de Tibur[b 7]
- Lucius Curtius (...), sextumvir?, préfet des ouvriers, (...)[b 8].
- Quintus Curtius Scemanus, cité dans une liste de dentrophores en 251[b 9].
- Curtia Catiana, une jeune fille noble, chrétienne, inhumé à Rome[b 10].

## Pour approfondir